# Laxodling

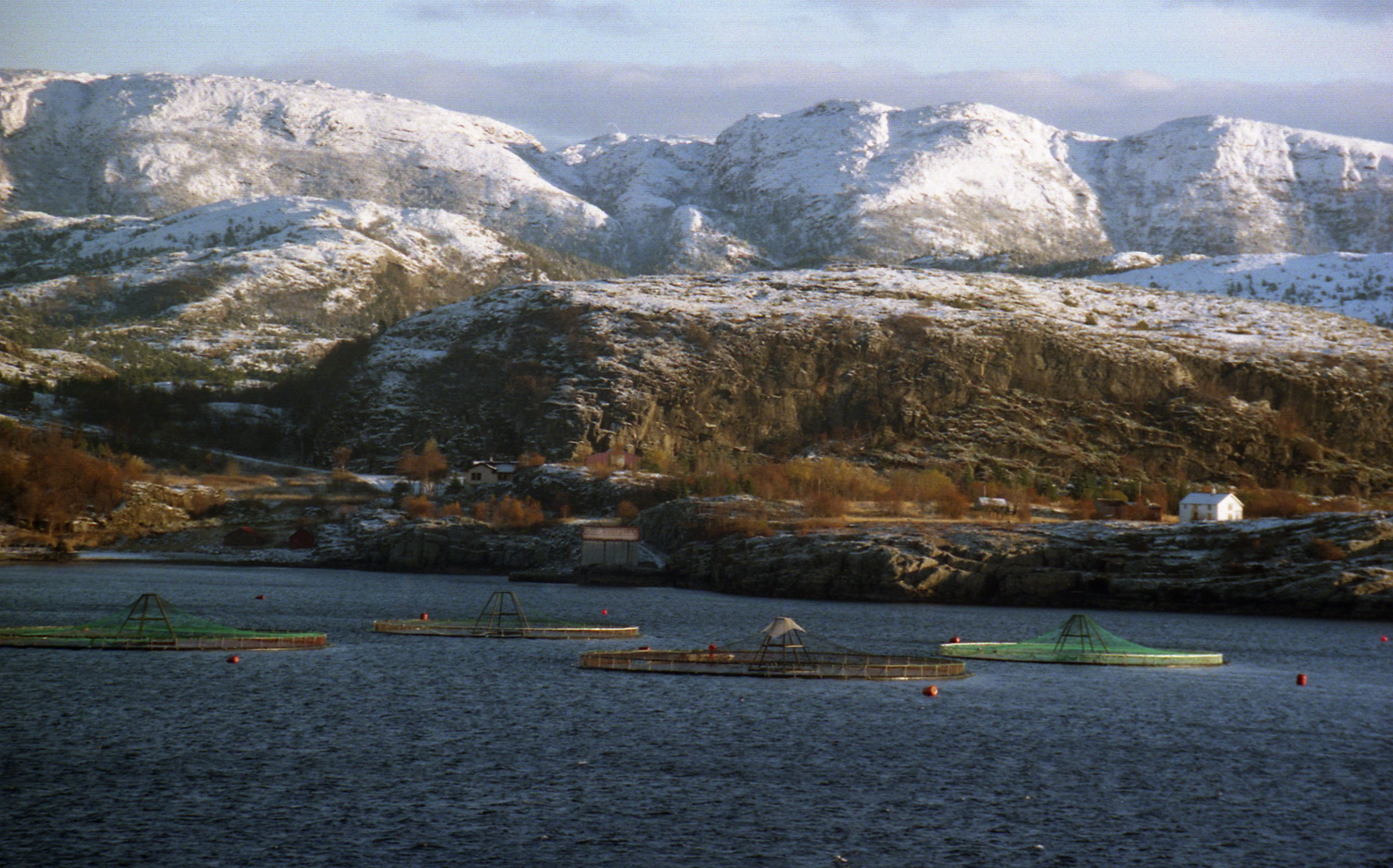
Laxodling mellan Trondheim och Rørvik i Norge

Laxodling är en speciell form av fiskodling som är inrättad för odling av laxfiskar.

## Målet
Ungefär 70 procent av alla laxfiskar som når marknaden kommer under mitten av 2020-talet från uppfödningsstationer. Odlingsfarmerna ligger främst i Norge, Chile, Kanada, Storbritannien, Australien och Nya Zeeland och ungefär 8 procent i andra länder. De första laxodlingarna inrättades under 1970-talet. Genom olika avelsmetoder utvecklar den odlade laxen snabbare mer kött. Vanligen odlas laxfiskar i stora nät i skyddade fjordar eller vikar. Mera sällsynt är inomhusodlingar, där 95 procent av vattnet återvinns genom reningsverk.
Nykläckta unglaxar odlas dessutom för att släppas i floder och havsvikar. På så sätt hålls en population stabil eller så återskapas en population som har försvunnit. De vuxna laxfiskarna fångas in och när de unga fiskarna är tillräckligt stora sätts de ut. I Stockholmsregionen har laxsläppet en 50 år lång tradition.

## Problem
Olika problem medför att laxodling kritiseras av miljövårdsorganisationer. På grund av ogynnsamma förhållanden dör i Norge sedan 2012 mellan 900 000 och 5 miljoner exemplar per år. Även i Kanada har farmerna drabbats av förluster på flera miljoner individer under ett år. Som orsaker utpekas klimatförändringar som medför mindre syre i vattnet, sjukdomar och parasiter som kräftdjuret Lepeophtheirus salmonis. Laxfiskarnas avföring minskar vattnets kvalitet kring odlingsfarmerna.
Laxfiskarna fick i Norge och andra europeiska regioner fram till 1990-talet stora mängder antibiotika. Sedan början av 2000-talet vaccineras fiskarna mot sju olika sjukdomar. I stater med mindre ekonomiska tillgångar som Chile kvarstår problemet. När laxfiskarna rymmer överföras medikamenterna till sälar, tandvalar och andra rovlevande havsdjur. Dessutom kan exemplar som lever en längre tid förändra djurlivets sammansättning i regionen på grund av att de inte är inhemska vid Sydamerika.
I februari 2025 rymde uppskattningsvis 27 000 fiskar från en laxodling i kommunen Dyrøy i norra Norge. På grund av den stora risken att hybrider bildas med vildlevande laxfiskar sker sökandet även utanför den vanliga 500 meter radien.